# Spatholobus multiflorus
Spatholobus multiflorus là một loài thực vật có hoa trong họ Đậu. Loài này được Wiriad. & Ridd.-Num. miêu tả khoa học đầu tiên.